# میشوداغی
کوهستان میشو یا مْشو نام یکی از رشته‌کوه‌های استان آذربایجان شرقی است که در حد فاصل شهرستان مرند و شهرستان شبستر قرار دارد. بلندترین قله آن علی علمدار با برجستگی ۳۲۰۰ متر می‌باشد.
کوهستان میشو در شمال دریاچه ارومیه قرار دارد و جلگه تبریز و دریاچه ارومیه را از جلگه مرند جدا می‌کند. همچنین کوهستان میشو یکی از جذاب‌ترین و زیباترین کوهستان‌های ایران و منطقه آذربایجان به‌شمار می‌رود. شهرستان مرند در بخش شمالی و شهرستان شبستر در بخش جنوبی این رشته کوه قرار دارد.

### قله‌های کوهستان میشو
بلندترین قله میشو کوه علی علمداری با برجستگی ۳۲۰۰ متر می‌باشد و قله گوی زنگی با برجستگی ۳۱۰۰ دومین قله بلند کوهستان میشو می‌باشد.
سایر قله‌های معروف این رشته کوه قله‌های فلک داغی، قله شانجان، قله اوزن ینل، قله کوسا بابا و قله قره بلّه می‌باشد.

### مسیرهای کوهنوردی
فلک داغی یکی از محبوب‌ترین قله‌ها در بین کوهنوردان می‌باشد که عمومی‌ترین مسیر صعود به این قله در منطقه‌ای که ذکر آن رفت پاکوب مشخصی دارد که با آن پاکوب سوار بر یال کوه شده و صعود ادامه می‌یابد تا از کنار ایکی باجلار رد شده و پس از مدت کمی که پاکوب را ادامه می‌دهیم قله با شکوه فلک داغی از دور نمایان می‌شود و پس از حدود ۴۵ دقیقه صعود در مسیر پاکوب به قله می‌رسیم حدود ۲ تا ۲٫۵ ساعت از ابتدای مسیر صعود تا رسیدن به قله زمان نیاز دارد یکی از نقاط قله به مختصات "۵٫۷۵'۱۹°38 N و"۱۸٫۴۴'۴۶°45 E در سیستم مختصات UTM می‌باشد.
باتوجه به اینکه شیب عمومی مسیر صعود به این قله نسبتاً بالا است کوهنوردان بایستی آمادگی جسمانی لازم را داشته باشند.

### منطقه حفاظت‌شده
کوهستان میشو با نام منطقه میشو داغی یکی از مناطق حفاظت‌شده و شکار ممنوع می‌باشد که در سمت شمال پارک و تالاب بین‌المللی دریاچه ارومیه و جنوب منطقه حفاظت‌شده مراکان و منطقه شکار ممنوع یکانات قرار داشته، با توجه به تنوع گیاهی فراونی آن، وجود حدود ۳۸۵ گونه گیاهی در یک منطقه نسبتاً محدود، به عنوان ذخیره ژنتیکی جهان محسوب شده و از اهمیِت خاصی برخودار است. وجود این تنوع گیاهی، زیبایی خاصی به این منطقه داده است.
با توجه به دارا بودن تنوع گیاهی بالا و گونه‌های کمیاب گیاهی دراین منطقه، لذا حفاظت از زیست‌بوم گیاهی آن و جلوگیری از تخریب گیاهان، اهمیت ویژه‌ای در حفظ زیست‌بوم‌های منطقه آذربایجان دارد.

### در اساطیر
در نسخهٔ بابلی حماسه گیل گمیش این چنین آمده است:
... او موفق می‌شود به کوه‌های مشو صعود کند، کوهستانی که با نام «ماسیوس» مرز جنوبی فلات ارمنستان را تشکیل می‌دهد. در لوح VII حماسه گیلگمیش از کوهی به نام مشو یاد می‌شود که گیلگمیش در مسیرش موفق به صعود به آن می‌شود که به عقیده برخی از پژوهشگران ارتباط جغرافیایی خاصی بین کوهستان میشو و حماسه گیلگمش و سرزمین آرتتا وجود دارد.

## فیزیوگرافی
توده کوهستانی میشو مرتفع‌ترین قسمت از یک رشته چین‌خورده است که در شمال دریاچه ارومیه از غرب به شرق کشیده شده است. دامنه‌های جنوبی این کوهستان مشرف بر سطوحی است که رودها و سیلاب‌ها آنرا قطعه‌قطعه کرده‌اند. بقایای این سطوح در ارتفاع بین ۱۴۰۰ تا ۲۰۰۰ متری (از سطح دریای آزاد) در مجموع فلاتی را تشکیل می‌دهد که در جنوب با یک گسل محدود گردیده است. از نظر ساختمان این دو واحد جزو یک تاقدیسی می‌باشد که محور آن جهتی شرقی-غربی دارد و با محور مرفولوژیکی کوهستان موازی است. هسته تاقدیسی از سنگهای نفوذی و دگرگون تشکیل یافته و طبقات رسوبی از کربونیفر تا نئوژن آنرا می‌پوشاند. آبرفت‌های دوران چهارم اگرچه وسعت قابل توجهی دارند ولی ممتد نیستند بلکه در اطراف رودخانه‌های بزرگ ناحیه متمرکز شده‌اند. قسمت کوهستانی عموماً از سنگهای قبل از دوران سوم می‌باشد که با رنگ تیره مثل جزیره‌ای از میان تشکیلات سرخ‌رنگ میوسن سر درآورده است. لایه‌های نئوژن در یال جنوبی تاقدیس شیب کمی به طرف جنوب دارند. این حالت عامل مثبتی در شکل‌گیری و وسعت سطوح بوده است. آثار مرفولوژیکی گسلی که حاشیه جنوبی فلات را محدود کرده به‌وسیلهٔ مخروط‌افکنه رودها و سیلابها پوشانده شده یا در اثر فرسایش از بین رفته است. امتداد این گسل‌ها نیز با محور چین‌خوردگی موازی می‌باشد.

## نگارخانه

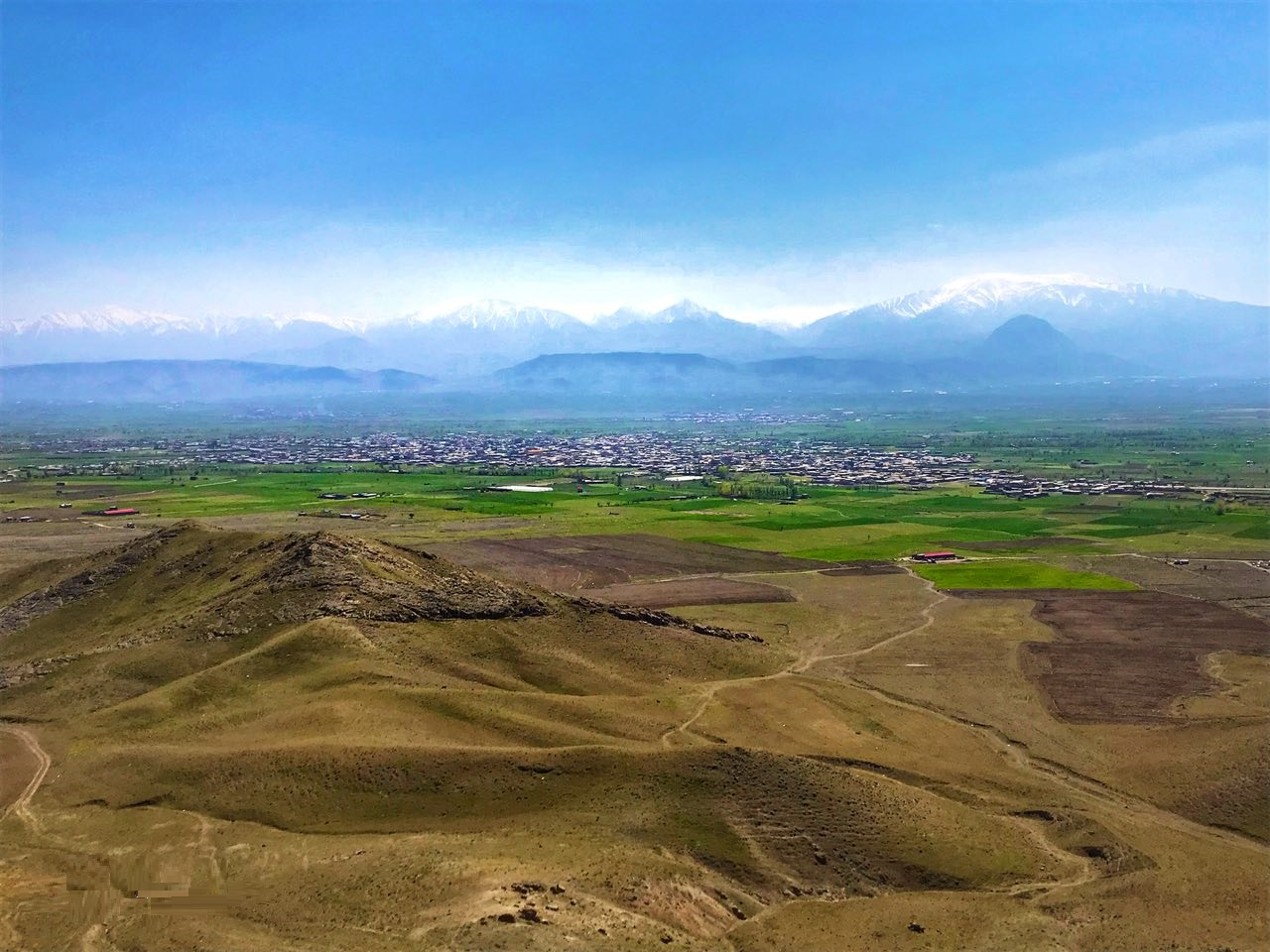